# Gelson Rodrigues de Souza
Gelson Rodrigues de Souza – noto solo come Gelson – (Juscimeira, 3 gennaio 1982) è un ex calciatore brasiliano, di ruolo attaccante.

## Carriera
Ha giocato nella massima serie svizzera con in Thun e in quella cipriota con APEP Pitsilia, Ethnikos Achnas e Aris Limassol.